# Paul Troger

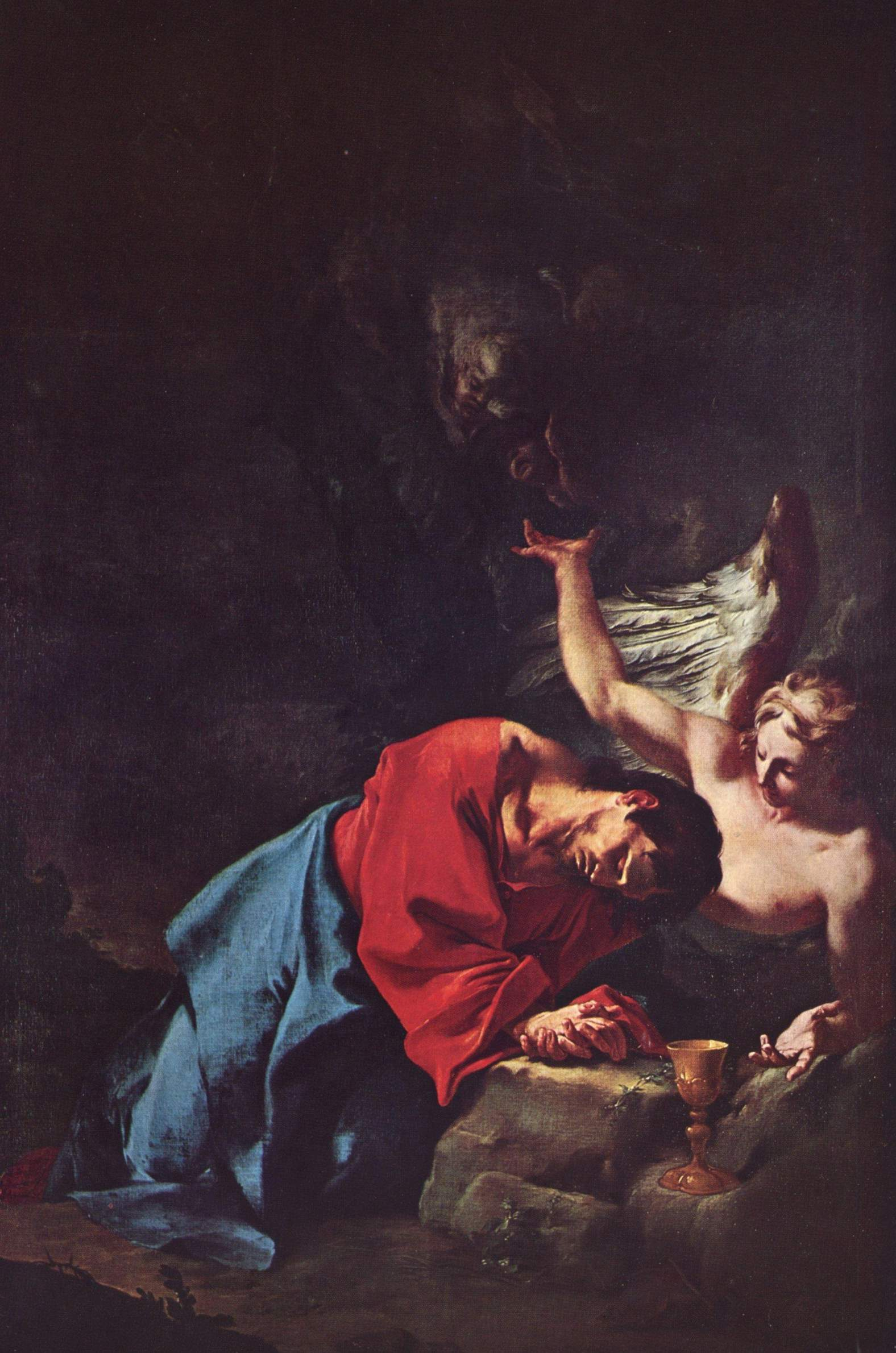
Krisztus az olajfák hegyén

Paul Troger (Welsberg, 1698. október 30. – Bécs, 1762. szeptember 2.) osztrák rokokó festő.  Művei nagy számánál és a legnehezebb művészeti feladatokat bámulatos könnyedséggel megoldó virtuozitásánál fogva  Franz Anton Maulbertsch és Kremser Schmidt mellett az osztrák barokk-festészet legkimagaslóbb alakja.

## Életpályája
Welsbergben (ma Monguelfo-Tesido) született. Kezdetben egy Guiseppe Alberti nevű festőnél tanult, majd Firmian gróf támogatásával Bolognába, Milánóba, Rómába került, ahol mesterei, Crespi, Solimena, Oonca, Maniago révén a bolognai festészet tradícióihoz csatlakozott. Később Velencében Piazzettánál tanult és főleg Tiepolo fiatalkori művei gyakoroltak rá nagy befolyást. 1726-ban Bécsben telepedett le, ahol nagy tekintélynek örvendett. 1751-től a festészet professzora volt a bécsi képzőművészeti akadémián, amelynek 1754 és 1757 között a rektora volt.

## Művei
Nagyszámú oltárképei (Bécs, Schönbrunn, Melk, Seitenstetten, Zell stb.) mellett nyomon követték egymást a nagy művek, így 1728. a salzburgi Kajetán-templom kupolafestménye, 1731. a bécsi Mariahilferkirche mennyezetképei (ma erősen átfestve), 1731—32. a melki kolostor könyvtár- és márványtermének freskói, 1732. az altenburgi templom és kolostor lépcsőházának és márványtermének freskói, 1737. a röhrenbachi sírkápolna, 1738. a gerasi kolostor éttermének mennyezetképei, 1739. a göttweigi kolostor lépcsőházának freskói, 1742. az altenburgi kolostor könyvtártermének, 1745. a melki kolostor ú.n. deákkápolnájának freskói. Az 1748—50. évekre esnek az átalakított brixeni székesegyház mennyezetképei, Troger legnagyszerűbb műveinek egyike.
Kiemelkedő műve továbbá a Krisztus az olajfák hegyén (Bécs, Österreichische Galerie Belvedere), 1750 körül.
Troger színkezelésének kitűnő példái  a dreieicheni búcsújáróhely templomának 1750-ben festett  freskói,amelyek egyéb tekintetben is Troger legérettebb és dekoráció szempontjából legtökéletesebb művei.

### Művei Magyarországon
Troger Magyarországon is dolgozott.
- Szent Ferenc a barlangban (Brassó)
- az Árpád-házi Szent Erzsébet-templom képei és freskói (Pozsony) (1742)
- a Loyolai Szent Ignác bencés templom (Győr) freskói (1744)